# Пиотровский, Гжегож
Гжегож Славомир Пиотровский (пол. Grzegorz Sławomir Piotrowski, 23 мая 1951, Лодзь) — офицер госбезопасности ПНР, руководитель специальной Группы D IV департамента МВД ПНР главный участник убийства капеллана Солидарности Ежи Попелушко, мученика Католической церкви. Был приговорён к длительному тюремному заключению. После освобождения — антиклерикальный публицист.

## Капитан госбезопасности
Родился в семье лодзинской интеллигенции. По образованию математик. Работал школьным учителем в Лодзи. В 1975 поступил на службу в МВД, с 1981 — в центральном аппарате министерства. На службе проявлял решительность и жестокость. Отличался высоким ростом и физической силой.
Имел звание капитана Службы безопасности ПНР (с 1956 по 1990 СБ ПНР структурно принадлежала к МВД). Состоял в правящей компартии ПОРП.
Гжегож Пиотровский служил в IV департаменте, специализировался на борьбе с польской католической церковью. Участвовал в провокациях и нападениях на паломников Ясна Гуры, католических диссидентов и активистов профсоюза Солидарность. Отличался идеологической жёсткостью и оперативной эффективностью. С декабря 1982 по февраль 1983 возглавлял в IV департаменте спецгруппу «D», занимавшуюся акциями «неофициального насилия». В январе 1983 года руководил похищением и истязанием историка Януша Крупского.

## Убийство Ежи Попелушко
В 1984 году IV департамент получил от высшего партийного руководства задание пресечь деятельность капеллана «Солидарности» Ежи Попелушко — яркого проповедника, популярного в стране. Решение принималось на уровне члена политбюро ЦК ПОРП Мирослава Милевского, курировавшего милицию и госбезопасность. На сентябрьском совещании в МВД капитан Пиотровский убедил руководство, что единственным способом нейтрализации Попелушко является физическое устранение.
Непосредственное руководство операцией было поручено полковнику Адаму Петрушке, исполнение — капитану Гжегожу Пиотровскому, поручику (лейтенанту) Вальдемару Хмелевскому и поручику Лешеку Пенкале. Петрушка дал понять Пиотровскому, что допускает убийство. 19 октября 1984 Ежи Попелушко был похищен и после жесточайшего избиения убит.
Всепольский взрыв возмущения вынудил власти принять меры. Руководители ПОРП и МВД отмежевались от убийц. Секретарь ЦК Милевский и министр внутренних дел генерал Чеслав Кищак решили продемонстрировать акт правосудия, сдав исполнителей поставленной ими задачи. 23 октября 1984 года были арестованы Петрушка, Пиотровский, Пенкала, 27 октября — Хмелевский. В тюрьме Мокотув Пиотровский содержался в одной камере с бывшим капитаном СБ Адамом Ходышем — сторонником и тайным информатором «Солидарности». По последующим отзывам, Пиотровскому было не по себе от такого соседства.
В конце года все четверо предстали перед воеводским судом в Торуни, по месту совершения преступления. На процессе Пиотровский держался жёстко и вызывающе. Он утверждал, будто убийство не входило в первоначальные планы, но не выражал ни раскаяния, ни даже сожаления. Прозрачно намекал, что задание было получено от представителей высшей партийно-государственной власти — для защиты социалистического строя ПНР. С пафосом обличал католическую церковь и её служителей.

## Приговор и последствия
7 февраля 1985 суд вынес приговор: Пиотровский как наиболее активный участник и Петрушка как организатор преступления получили по 25 лет лишения свободы (для Пиотровского обвинение требовало смертной казни). Пенкала был приговорён к 15 годам заключения, Хмелевский — к 14.
Убийство Ежи Попелушко повлекло крупные перемены в партийно-государственном руководстве.

Произошло то, чего никак не предвидели ни трое убийц, ни их начальники Петрушка с Платеком, ни член Политбюро Милевский. «Теперь им конец», — сказал генерал Ярузельский… «Партийный бетон» был полураздавлен и уже никогда не оправился. Власть всецело сосредоточилась в руках военных и партийных прагматиков.

Впоследствии срок заключения Пиотровского был сокращён до 15 лет. Ожидалось сравнительно быстрое освобождение убийц Попелушко, однако политические перемены в Польше 1988—1990 годов сорвали этот план. Пиотровский вышел на свободу только в августе 2001 года (Петрушка — в 1995 году, Хмелевский — в 1989 году, Пенкала — в 1990 году).

Многим казалось, будто Пиотровский убивал Попелушко из идейных побуждений, от коммунистического фанатизма. Но Ян Рулевский — он сейчас сенатор Польши, один из лидеров либерального движения — считает иначе. На его взгляд (а к нему стоит прислушаться), главным мотивом убийцы был элементарный карьеризм… Шестнадцать лет тюрьмы — головокружительная карьера, ничего не скажешь.

## В публицистике
После освобождения Гжегож Пиотровский проживает в Варшаве. Давал частные уроки математики, работал в сфере информационных технологий, занимался туристическим бизнесом. Затем стал сотрудничать с антикатолическим журналом Fakty i Mity («Факты и мифы»). Главным редактором издания является бывший католический священник Роман Котлиньский, порвавший с церковью и примкнувший к леволиберальным политическим силам. Первоначально публикации Пиотровского подписывались псевдонимами. Раскрытие псевдонимов вызвало политический (одиозность автора) и финансовый (теневые схемы выплаты гонораров) скандал.
В 2002—2003 годах Пиотровский отбыл 8 месяцев заключения за публичное оскорбление правосудия в антиклерикальной телепередаче.
Гжегож Пиотровский позиционирует себя как противник религиозного догматизма, диктата костёла, разоблачитель духовенства. Статьи Пиотровского отличаются особым накалом ненависти к религии и церкви.

Он теперь говорит, что убивал Попелушко в знак протеста против диктата костёла. Боролся за свободомыслие, короче. Хоть сейчас в политруки к FEMEN. Бесподобна шляхетская наглость, это давно известно.

## Публичные особенности
Гжегож Пиотровский, в отличие от Лешека Пенкалы, ни в коей мере не раскаивается в убийстве Ежи Попелушко. В отличие от Вальдемара Хмелевского, он нисколько не скрывает и не стесняется своей прежней деятельности. В отличие от Адама Петрушки, склонен к демонстративной публичности.
Обычно Гжегож Пиотровский выступает под собственным именем.

Фамилия «Пиотровский» — это торговая марка, которую можно рекламировать в антиклерикальной среде.

Однако Пиотровский он всё же имеет «запасную» фамилию и в ряде случаев представляется как Гжегож Петржак. В прессе выступал под псевдонимом Славомир Яниш. Его жена и дети сменили фамилии и место жительства ещё в 1984 году, опасаясь линчевания.
Политически Гжегож Пиотровский близок не столько к маргинальным коммунистам или «левым демократам» (бывшая ПОРП), сколько к эпатажному Движению Януша Паликота. Состоял также в Антиклерикальной партии прогресса, основанной Романом Котлиньским.